# Língua tlapaneca
Tlapaneca /ˈtlæpənɛk/, ou Meꞌphaa, é uma línguas indígena do México falada por cerca de 120 mil pessoas Tlapanecas no estado de  Guerrero. Como outras línguas Oto-Mangueanas, é uma língua tonal e tem morfologia flexional complexa. O próprio grupo étnico se refere à sua identidade étnica e linguagem como  Me̱ꞌpha̱a̱   [meʔpʰaː].

Antes que muitas informações fossem conhecidas, o Tlapaneco foi considerado como língua não-classificada ou ligado à controversa família das Hokanas. É agora definitivamente considerado parte da família de línguas Oto-Mangueanas, da qual forma seu próprio ramo junto com uma língua extinta e muito intimamente relacionada “a Nicarágua
.

Muitos dos Meꞌphaa se mudam temporariamente para outros locais, incluindo Cidade do México, Morelos e vários locais nos Estados Unidos, por motivos de trabalho

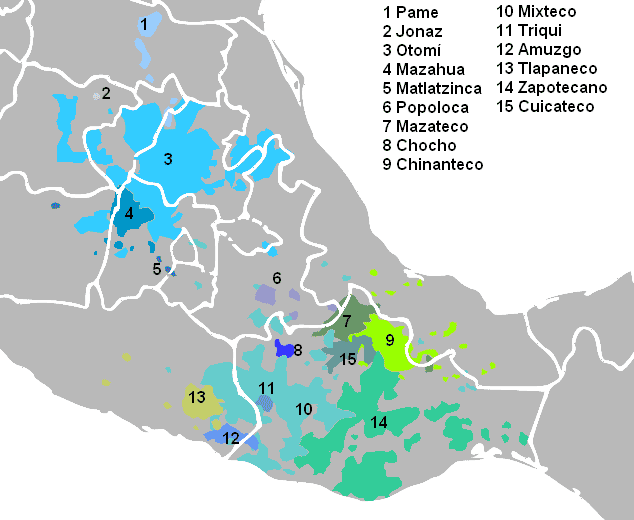
Tlapaneco (Ocre, número 13) e o resto das modernas línguas otomangueanas

.

## Variantes
[[Ethnologue] distingue quatros línguas tlapanecas:
- Acatepec (dialetos de Acatepec propriamente dito, Huitzapula, Nanzintla, Teocuitlapa, Zapotitlán Tablas)
- Azoyú
- Malinaltepec (dialeto Huehuetepec / Zilacayotitlán)
- Tlacoapa (Tlacoapa, dialetos próprios, Tenamazapa)

Outras fontes de informação, incluindo falantes nativos e o Instituto Nacional de Lenguas Indígenas do governo mexicano, identificam oito ou nove variedades que receberam o status oficial: Acatepec, Azoyú, Malinaltepec, Tlacoapa, Nancintla, Teocuitlapa, Zapotitlán Tablas (com Huitzapula às vezes considerado distinto), Zilacayotitlán. Há inteligibilidade mútua de 50% entre Malinaltepec e Tlacoapa, embora o Acatepec tenha uma inteligibilidade de 80% de ambos.
A variedade Azoyú é a única língua natural relatada para ter usado o caso pegativo, embora seja um caso verbal como outros marcadores de 'caso' em Tlapanec.

## Gramática
Tlapanec é uma língua ergativa-absolutiva. No entanto, embora a maioria dos idiomas desse tipo possua um caso ergativo, o Tlapanec é um dos raros exemplos de uma língua de caso absolutivo], ou seja, uma língua ergativa que marca abertamente o absoluto e deixa o ergativo desmarcado.

## Media
Uma programação em língua tlapaneca é realizada pela estação de rádio do Instituto Nacional dos Povos Indígenas)CDI) - XEZV-AM, transmitida pela Tlapa de Comonfort, Guerrero.

## Fonologia
Da variante Malinaltepec do Tlapanec:

### Vogais
|         | Anterior | Central | Posterior |
| ------- | -------- | ------- | --------- |
| Fechada | i iː     |         | u uː      |
| Medial  | e eː     |         | o oː      |
| Aberta  |          | a aː    |           |

|         | Anterior | Central | Posterior |
| ------- | -------- | ------- | --------- |
| Fechada | ĩ ĩː     |         | ũ ũː      |
| Medial  | ẽ ẽː     |         | õ õː      |
| Aberta  |          | ã ãː    |           |

### Consoantes
|             |             | Bilabial | Alveolar | Pós- alveolar | Palatal | Velar | Glotal |
| ----------- | ----------- | -------- | -------- | ------------- | ------- | ----- | ------ |
| Oclusiva    | surda       | p        | t        |               |         | k     | ʔ      |
| Oclusiva    | aspirada    | pʰ       | tʰ       |               |         | kʰ    |        |
| Oclusiva    | sonora      | b        | d        |               |         | ɡ     |        |
| Africada    | surda       |          | t͡s       | t͡ʃ            |         |       |        |
| Africada    | sonora      |          |          | d͡ʒ            |         |       |        |
| Fricativa   | Fricativa   |          | s        | ʂ             |         |       | h      |
| Nasal       | Nasal       | m        | n        |               | ɲ       |       |        |
| Rótica      | Rótica      |          | r        |               |         |       |        |
| Aproximante | Aproximante |          | l        |               | j       | w     |        |

Alofones de  /v b ɡ ʂ n r/ são [f β ɣ ʃ ŋ ɾ~ʐ]. Na presença de /hw/, um alofone [ɸ] pode ser ouvido.

## Amostra de texto
Nákhí rí ginii ne’ne Ana̱’ló’ mikhu jma̱á ju̱ba̱’. Mbá nikhuáa kri̱ga̱ ju̱ba̱’, nda̱a̱ dríga̱, jamí kri̱ga̱ jínuune̱. I̱ndo̱ó Xu̱u’ Ana̱’ló’ ngrámuu na̱ke̱e̱ na̱’kha̱a̱ inuu iya. Ni’thán Ana̱’ló’: “A̱kujmaa agu”. Jngó xkua’nii niríga̱ agu rí nambi’i.
Português
No princípio, Deus criou o céu e a terra. A terra era sem forma e vazia, e a escuridão cobria a água profunda. O espírito de Deus estava pairando sobre a água. Então Deus disse: "Haja luz!" Então houve luz.